# 缩序米仔兰
缩序米仔兰（学名：Aglaia abbreviata）为楝科米仔兰属下的一个种。

## 扩展阅读
- 維基物種上的相關：缩序米仔兰